# Ultraviolet (film)
Pour les articles homonymes, voir Ultraviolet (homonymie).
Pour plus de détails, voir Fiche technique et Distribution.
Ultraviolet ou Ultraviolette au Québec, est un film américain d'action et de science-fiction  sorti en 2006. Le film est écrit et réalisé par Kurt Wimmer.
Violet Song Jat Shariff, une femme infectée par l'hémoglophagie (une maladie fictive semblable à celle d'un vampire), vit dans une dystopie future où toute personne infectée par cette maladie contagieuse est immédiatement condamnée à mort. Avec ses compétences avancées en arts martiaux, un groupe d'hémophages rebelles et un garçon nommé Six, dont le sang peut contenir un remède contre la maladie, Violet part en mission pour renverser le gouvernement futuriste et vaincre Ferdinand Daxus.
Une romanisation du film a été écrite par Yvonne Navarro, avec plus d'histoire et de développement des personnages. Le livre diffère du film de plusieurs manières, notamment une fin plus ambiguë et la suppression de certains rebondissements de l'intrigue. Une série animée intitulée Ultraviolet : Code 044 a été publiée par le réseau de télévision par satellite japonais Animax et créée par Madhouse.

## Résumé
Au milieu du XXIe siècle, un accident se produit dans un laboratoire biotechnologique américain illégal, où l'on tente de créer des super-soldats pour soumettre le tiers-monde, mais le projet tourne mal. En conséquence, une partie de la population terrestre est infectée par un virus qui écrase et remplace l'ADN, se transformant en hémophages, des créatures dotées de crocs de vampire qui sont plus fortes, plus rapides et plus intelligentes que les humains, mais dont la durée de vie est très courte en raison de la dégradation génétique.
L’humanité commence une guerre contre les hémophages, qui entrent ensuite dans la clandestinité. Alors que les forces de l'ordre sont incapables d'arrêter l'infection, des nations souveraines s'effondrent, les droits de l'homme sont abolis et, en raison de l'état d'urgence sur la planète, les gouvernements créent l'ArchMinistry, une puissante société et un gouvernement mondial commun qui usurpe les Nations Unies et le monde. Organisation de la santé. Le super-soldat hémophage Violet Jat Shariff fait partie de la résistance rebelle clandestine, cherchant des moyens de riposter.
Violet est chargé de voler des armes anti-mutants prétendument fabriquées par l'homme. Utilisant ses super pouvoirs, elle attaque le centre («Blood Bank»), où est cachée une super-arme capable de détruire les hémophages. Cependant, dans le conteneur d'armes se trouve le garçon Six, âgé de 9 ans, un clone du vice-cardinal Ferdinand Daxus (président du monde) et porteur d'un virus dangereux pour les hémophages. Violet livre le garçon à la base mais, dans un accès de sentimentalité, l'empêche d'être tué par les hémophages.
Violet et ses alliés envisagent de créer un vaccin qui la ramènerait, elle et les hémophages, dans le monde des humains, mais les forces spéciales du vice-cardinal et les hémophages sont après elle. Il est révélé que la majorité des hémophages ont décidé de s'entendre avec le vice-cardinal, qui s'avère lui-même être un hémophage secret. Dans les laboratoires de la résistance, Violet apprend que Six ne présente aucun danger pour les hémophages, mais que pour le vice-cardinal, il a une valeur mystérieuse. Violet apprend finalement que Daxus veut augmenter sa richesse grâce à une nouvelle épidémie, un antidote contre lequel les gens devront acheter quotidiennement. Six est la clé de ces conceptions insidieuses. Elle découvre plus tard que c'est Daxus qui travaillait autrefois comme assistant de laboratoire et qui avait délibérément organisé un accident dans le laboratoire afin de profiter ensuite de la situation pour diriger le gouvernement mondial. Violet traverse plusieurs batailles, sauvant Six et le ressuscitant sous forme d'hémophage, avant de réussir à tuer Daxus. Violet jure de protéger le monde de la haine dans la société alors qu'elle et Six partent au coucher du soleil.

## Fiche technique
- Titre original : Ultraviolet
- Titre québécois : Ultraviolette
- Réalisation : Kurt Wimmer
- Scénario : Kurt Wimmer
- Musique : Klaus Badelt
- Production : John Baldecchi (en), Lucas Foster
- Pays d'origine :  États-Unis
- Genre : action, science-fiction
- Durée : 88 minutes
- Format : 2,35:1, son : Dolby SRD
- Budget : 30 000 000 $[1]
- Dates de sortie :
  -  États-Unis : 3 mars 2006
  -  France,  Belgique : 14 juin 2006

## Distribution
- Milla Jovovich : Violet Song Jat Shariff
  - Ida Martin : jeune Violet
- Cameron Bright : Six
- Nick Chinlund : vice-cardinal Ferdinand Daxus
  - Steven Calcote : jeune Daxus
- William Fichtner dans le rôle de Garth
- Scott Piper : assistant de Garth
- Sébastien Andrieu : Nerva
- Christopher Garner : Luthor
- Ricardo Mamood-Vega : Song Jat Shariff
- Katarína Jancula : nouvelle épouse de Shariff (version longue)
- Jennifer Caputo : Elizabeth P. Watkins
- Duc Luu : Kar Waia
- Kieran O'Rorke : Détective Cross
- Ryan Martin : Détective éleveur
- Digger Mesch  : Détective Endera
- Kurt Wimmer (« caméo ») :hémophage
- Richard Jackson : technicien informatique de l'Archministry
- Mary Catherine Williams : acheteuse aux cheveux violets (version longue)

## Autour du film
- Avant le début du tournage, Kurt Wimmer a demandé à Milla Jovovich de le frapper, afin de ressentir l'intensité qu'elle mettait dans ses scènes d'action. Ce genre de technique avait déjà été utilisé sur Milla Jovovich par les réalisateurs Alexander Witt (Resident Evil: Apocalypse) et Paul W. S. Anderson (Resident Evil).
- Milla Jovovich (Violet) emploie dans ce film une variante du Gun-Kata ; méthode de combat combinant arts martiaux et armes à feu déjà utilisée dans Equilibrium (autre film de Kurt Wimmer).

## Production
Le tournage du film a commencé début février 2004 dans diverses villes de Chine, essentiellement à Hong Kong et Shanghai, pour se terminer fin juin 2004. En 2005, la bande-annonce a été diffusée sans autorisation sur Internet, et Kurt Wimmer a exigé que tous les clips en circulation soient retirés afin de garder le secret. La bande-annonce officielle est sortie en janvier 2006.